# Гунько Степан Миколайович
Степан Миколайович Гунько (нар. 28 серпня 1937, село Убині, нині Львівського району Львівської області) — український науковець, професор, академік Академії інженерних наук України, кандидат технічних наук, ректор та завідувач кафедри Української академії друкарства, почесний доктор Міжнародного центру видавничо-поліграфічної освіти (Велика Британія), Відмінник освіти України. Заслужений працівник народної освіти України.

## Біографія
Народився 28 серпня 1937 року в селі Убині на Львівщині. Після закінчення сільської школи 1951 року вступив на навчання до Львівського поліграфічного технікуму.
Після закінчення Львівського поліграфічного технікуму, отримав направлення на своє перше місце праці — Марийську обласну друкарню в Туркменистані, де протягом 1954-1956 років обіймав посаду інженера-технолога друкарні. Потім був призваний на військову службу і після демобілізації у 1959 році вступив на факультет поліграфічної технології Українського поліграфічного інституту.
Після закінчення інституту працював науковим співробітником в Українському науково-дослідному інституті поліграфічної промисловості. У 1978 році перейшов на педагогічну роботу до Українського поліграфічного інституту імені Івана Федорова.
У 1980—1989 роках декан технологічного факультету, 1989—2003 роках — ректор академії. Від 1989 року по теперішній час професор кафедри технологій додрукарських процесів, в. о. завідувача кафедрою.
За ініціативи Степана Гунька 1991 року та з нагоди 130-річниці з дня народження Євгена Чикаленка в будівлі колишнього Українського Академічного дому, що розташована на вул. Коцюбинського, 21 встановлена нова мармурова таблиця (замість знищеної у 1928 році) з надписом золотими літерами: «Євгенові Чикаленкові, меценатові української академічної молоді, що велів коштом дарованих на побудову Академічного Дому 40 тисяч золотих карбованців уфондувати житловий осередок для студіюючої української молоді в княжому Льва-городі».
Депутат Львівської міської ради (1990–1994). Член президії та заступник голови Львівського обласного відділення товариства «Просвіта» (1990–2000), голова видавничо-поліграфічної комісії Наукового товариства імені Шевченка. 
Нагороджений орденом «За заслуги» III ступеня.

## Творчий доробок
За час його роботи ректором в Академії відкрито нові спеціальності, організовано нові кафедри, наукові та видавничі структури. Відкрито навчально-консультаційні центри в містах Сімферополі та Коломиї.
Засновник та шеф-редактор видавничо-поліграфічного журналу «Палітра друку» (від 1994 р.), головний редактор періодичного науково-методичного збірника «Поліграфія і видавнича справа», наукового збірника «Комп'ютерні технології друкарства», член редколегій декількох журналів. Опублікував близько 100 наукових праць, в тому числі три — окремими виданнями.
Основні праці
- Гунько С. М. Способы фотомеханического маскирования и маскирующие фотоматериалы. — Москва : Книга, 1976. — 36 с.
- Гунько С. М. Применение цветной маскирующей пленки МП-1. — Киев : Реклама, 1978. — 24 с.
- Гунько С. М. Модель эффекта Лау на основе полихроматической оптической передаточной функции растровой системы. — Киев : Институт теоретической физики АН СССР, 1987. — 24 с.
- Програма, методичні вказівки і теми контрольних робіт з дисципліни «Основи поліграфічного виробництва» / С. М. Гунько. — Львів : УПІ, 1990. — 36 с.
- Гунько С. М., Шовгенюк М. В., Сабан О. Я. Розрахунок оптичних растрів на основі дифракційної теорії. — Львів, 1992. — 40 с.
- Гунько С. М., Шовгенюк М. В., Мервінський Р. І., Кітик І. В., Довгий Я. О. Фотополімери як оптико-інформаційні середовища. Запис растрових структур // Український фізичний журнал. — 1994. — Т. 39. — № 11–12. — С. 1127–1133.
- Полімери як оптико-інформаційні середовища. Запис растрових структур / С. М. Гунько // Український фізичний журнал. — 1994. — № 11. — 7 с.
- Словарь по полиграфии и полиграфической технологии / С. М. Гунько. — Минск : Космополис-Универсал, 1995. — 230 с.
- Принципи моделювання технічних систем поліграфії: навчальний посібник / С. Ф. Гавенко, С. М. Гунько. — Львів : Манускрипт, 1996. — 134 с. — ISBN 5-87332-093-4.
- Інформаційні технології на порозі XXI ст. / С. М. Гунько // Палітра друку. — № 2. — 1999. — 6 с.
- Робоча програма. Методичні вказівки з дисципліни «Основи поліграфічного виробництва» / С. Ф. Гавенко, С. М. Гунько. — Львів : УАД, 2000. — 28 с.
- Передмова до книги «Початки українського друкарства» / С. Ф. Гавенко, С. М. Гунько. — Львів : Центр Європи, 2000. — 3 с.
- Термінологічні проблеми у видавничо-поліграфічній справі / С. М. Гунько //Палітра друку. — 2002. — № 1. — 2 с.
- Сучасна вища школа України на шляху демократизації. «Діалог культур» / С. М. Гунько // Львів. — Українські технології. — 2002. — 5 с.
- Вища освіта в контексті Булонської декларації / С. М. Гунько // Палітра друку. — 2005. — № 2. — 2 с.
- Методичні вказівки до виконання лабораторних робіт з дисципліни «Технологія поліграфічного виробництва» / С. Ф. Гавенко, С. М. Гунько. — Львів : Українська академія друкарства, 2007. — 54 с.
- Гунько С. М. Основи поліграфії (додрукарські процеси): навчальний посібник / Степан Миколайович Гунько; В.о. Укр. акад. друкарства. — Львів : Українська академія друкарства, 2010. — 160 с. — ISBN 978-966-322-179-3.

Отримані патенти на винаходи
- 1999 — Спосіб виготовлення офсетних друкарських форм прямим фотографуванням (патент на винахід № 94117476).
- 2001 — Спосіб покращання кольоровідтворення комп’ютерних зображень (патент на винахід № 2001010024).